# Лук'яненко Олександр Петрович
Олекса́ндр Петро́вич Лук'я́ненко (5 листопада 1927, Житомир — 28 липня 2007, Київ) — український письменник. Член СПУ (1976), член оргкомітету НРУ.

## Життєпис
Народився 5 листопада 1927 року у Житомирі. Закінчив середню школу з золотою медаллю. 
1943 року пішов на фронт добровольцем, був важко поранений, 9 травня 1945 року зустрів у госпіталі. Після цього більшу частину життя прожив у Києві. Захоплювався риболовлею, любив веселу товариську компанію, дотепно жартував. Уболівальник київського футбольного клубу «Динамо».
У 1947—1952 роках — навчання на факультеті журналістики Київського державного університету імені Тараса Шевченка. По закінченню вишу працював: у 1952—1958 роках  завідувачем відділу газети «Молодь України», у 1958—1981 — завідувачем відділу журналу «Україна», у 1990—1991 та з 1994—2007 — завідувачем відділу культури, історії та військових проблем «Народної газети». 
Помер 28 липня 2007 року у Києві.

## Автор книг
- «Листи без конвертів» (1961);
- «Муха в космосі» (1963);
- «Корінь зла» (1969);
- «Зуб мамонта» (1970);
- «Олімпійці з України» (1972; фото — Йосип Миронович Шаїнський);
- «Підозріла компанія» (1975);
- «Вогненне дерево» (1981);
- «Звітна галочка» (1982);
- «Чому загинули бангути» (1984);
- «Оптимус, або Незвичайні пригоди манекена Макса»: історичні повість, гуморески / О. П. Лук'яненко. — К. : Радянський письменник, 1985. — 167 с.;
- «Кукурідло та інші»: байки / О. Лук'яненко; художник А. П. Василенко. — К.: Веселка, 1985. — 22 с.;
- «Добрий пірат Джон» (1987);
- «Помилка судді Терницького»: повісті. — Київ: Радянський письменник, 1983;
- «Судебная ошибка» (1988);
- «Строк давності»: повісті / О. П. Лук'яненко. — К.: Молодь, 1990. — 192 с. — ISBN 5-7720-0152-3.

## Нагороди
- Медаль «За відвагу» (1945).
- Почесна Грамота Президії ВР УРСР (1966).
- Орден Вітчизняної війни І ст. (1985).